# Sundarar
Sundarar (tamil. சுந்தரரை, również: Sundaramurti Nayanar சுந்தரமூர்த்தி நாயனார்) – VIII-wieczny święty śiwaicki, jeden z czterech najważniejszych przedstawicieli tamilskiego ruchu najanarów. Autor dzieła Tevāram.